# Port Vell
Port Vell (pronuncia catalana: [ˈpɔɾd ˈbeʎ], letteralmente Porto Vecchio) è un porto che si affaccia sul lungomare di Barcellona e che fa parte del porto di Barcellona. Fu costruito come parte di un programma di rinnovamento urbano prima delle Olimpiadi di Barcellona del 1992 recuperando un'area in rovina coperta da magazzini vuoti, cantieri ferroviari e fabbriche in disuso.
Il Port Vell è visitato da 16 milioni di persone l'anno ed è una notevole attrazione turistica all'interno della quale si trova il Maremagnum (un centro commerciale con negozi, cinema multisala, bar e ristoranti), un cinema IMAX e l'acquario più grande d'Europa, che contiene 8.000 pesci e 11 squali in 22 vasche riempite con 6 milioni di litri di acqua di mare.
Una passerella pedonale, Rambla de Mar, collega il Port Vell a La Rambla con un ponte girevole per consentire alle navi di entrare e uscire dal porto.

## Trasporti pubblici
- Stazione Drassanes della linea L3 della metropolitana di Barcellona.